# Margaret Whitton
Pour les articles homonymes, voir Whitton.
Margaret Ann Whitton est une actrice américaine, née le 30 novembre 1949, à Fort Meade (Maryland), près de Baltimore, et morte le 4 décembre 2016 à Palm Beach (Floride). 

## Biographie
Margaret Whitton se produit au théâtre, à la télévision et au cinéma.
Elle a joué dans plusieurs films américains, notamment 9 semaines 1/2, en 1986, et Le secret de mon succès, en 1987.
Elle meurt à Palm Beach en Floride le 4 décembre 2016 des suites d'un cancer à l'âge de 67 ans.

## Filmographie

### Cinéma
- 1972 : Parades : Jane
- 1975 : Les Stoppeuses (Teenage Hitchhikers) : Sola Alcoa
- 1982 : Movie Madness : La première dame Lousille Fogerty
- 1982 : Love Child : Jacki Steinberg
- 1986 : La Dernière Passe (The Best of Times) : Darla
- 1986 : 9 semaines 1/2 (Nine 1/2 Weeks) : Molly
- 1987 : Le Secret de mon succès (The Secret of My Success) : Vera Prescott
- 1987 : Ironweed : Katrina Dougherty
- 1989 : Les Indians (Major League) : Rachel Phelps
- 1989 : Little Monsters : Holly Stevenson
- 1992 : Big Girls Don't Cry... They Get Even : Melinda
- 1993 : L'Homme sans visage (The Man Without a Face) : Catherine Palin
- 1994 : Les Indians 2 (Major League II) : Rachel Phelps
- 1994 : Le Douzième Juré (Trial by Jury) : Jane Lyle

### Séries télévisées
- 1984 : Deux flics à Miami (Miami Vice) : Cassie Bramlette (saison 1 épisode 9)
- 1987 : Histoires de l'autre monde (Tales from the Dark Side) : Mary Jones (saison 4 épisode 2)